# Carl Klæth
Carl Klæth (Steinkjer, 1887. július 3. – Steinkjer, 1966. augusztus 16.) olimpiai ezüstérmes norvég tornász.
Az 1908. évi nyári olimpiai játékokon tornában összetett csapatversenyben ezüstérmes lett. Egyéni összetettben pedig helyezés nélkül zárt.
Klubcsapata a Stenkjer Turnforening volt.